# Phillyrea media
L'aladern fals o aladern de fulla mitjana (Phillyrea media) és un arbret de branques bastant robustes, sovint poc desenvolupat i amb l'aspecte d'un arbust; branques i fulles oposades. És una subespècie de l'aladern de fulla ampla.
Fulles endurides, tot l'any verdes; limbe ovat o el·líptic, agut, finament dentat, o de vegades enter; nervis poc ressaltats a la cara superior del limbe, translúcids i ben visibles observats a contrallum. Flors menudes, agrupades formant petits raïms. Fruit arrodonit, de la grandària d'un pèsol, negre a la maturitat. Florida: abril i maig; fructificació: octubre i novembre.
És una de les espècies característiques del país de l'alzina de 0 a 1200 m d'altitud. Viu igualment a l'alzinar típic i a l'alzinar muntanyenc; falta, en canvi, o esdevé raríssim, a l'alzinar empobrit de les comarques de l'interior, més o menys continentals. S'estén sobretot pel principat de Catalunya; escasseja al País Valencià i a les illes Balears. Té una àrea geogràfica força extensa als costers de clima temperat que voregen el Mediterrani.